# Roudsea Tarn
Der Roudsea Tarn ist ein See im Lake District, Cumbria, England.
Der Roudsea Tarn liegt im Naturschutzgebiet Roudsea Woods auf der östlichen Seite des Leven Ästuars.
Der See hat keinen erkennbaren Zufluss und keinen erkennbaren Abfluss.